# Ge järnet, "Moonrunners"
Ge järnet, "Moonrunners" är en actionkomedifilm från 1975, skriven och regisserad av Gy Waldron. Manuset är baserat på spritsmugglaren Jerry Rushings liv och hans historier. Den var föregångaren till TV-serien The Dukes of Hazzard som sändes 1979–1985.

## Medverkande
- James Mitchum – Grady Hagg
- Kiel Martin – Bobby Lee Hagg
- Arthur Hunnicutt – Uncle Jesse Hagg
- Chris Forbes – Beth Ann Eubanks
- George Ellis – Jake Rainey
- Pete Munro – Zeebo
- Joan Blackman – Reba Rainey
- Waylon Jennings – the Balladeer
- Spanky McFarlane – Precious, Jake's bartender
- Joey Giordello – a Syndicate man
- Happy Humphery – Tiny, a Syndicate man
- Bill Gribble – Cooter Pettigrew
- Bruce Atkins – Sheriff Rosco Coltrane
- Ben Jones – Agent Fred from Chicago